# Hans-Emil Schuster
Hans-Emil Schuster, nemški astronom, * 19. september 1934, Hamburg, Nemčija, † 20. december 2024.

## Delo
Delal je na Observatoriju Hamburg pri Bergedorfu in na Evropskem južnem observatoriju (ESO). Bil je tudi direktor Observatorija La Silla
Odkril je periodični komet 106P/Schuster.
Odkril je tudi 25 asteroidov. Med pomembnejšimi so apolonski asteroid 2329 Ortos, amorski asteroidi 2608 Seneka (Seneca), 3271 Ul, 3288 Seleuk (Seleucus) in 3908 Niks (Nix). Odkril je tudi blizuzemeljski asteroid 1978 CA, ki so ga izgubili in ponovno našli v letu 2003.
Odkril je še pritlikavo galaksijo Feniks (z Richardom Martinom Westom).
Njemu v čast so poimenovali asteroid 2018 Schuster.